# Lijst van vlaggen van Servië
Dit is een lijst van vlaggen van Servië.

## Nationale vlag (perFIAV-codering)
|          | Civiele vlag | Staatsvlag | Oorlogsvlag |
| -------- | ------------ | ---------- | ----------- |
| Te land  | · ?          | · ?        | · ?         |
| Te water | · ?          | · ?        | · ?         |

## Vlaggen van bestuurders
| Vlag | Periode | Functie                                             | Beschrijving |
| ---- | ------- | --------------------------------------------------- | --- |
|      |         | Vlag van de president van Servië.                   | Een vierkante vlag met het wapen van Servië in het midden van de Servische driekleur. Deze driekleur wordt omringd door driehoeken in de kleuren rood, blauw en wit. |
|      |         | Vlag van de voorzitter van het Servische parlement. | Eenzelfde vlag als van de president, maar dan zonder driehoeken aan de randen.                                                                                       |

## Militaire vlaggen
| Vlag | Periode | Functie                               | Beschrijving |
| ---- | ------- | ------------------------------------- | --- |
|      |         | Vlag van de Servische strijdkrachten. | Het kleine nationale wapen op een vierkante driekleur die in een goudkleurige rand geplaatst is. De achterzijde van de vlag is anders. |

## Vlaggen van politieke partijen
| Vlag                                                   | Periode | Functie                                                | Beschrijving                                     |
| ------------------------------------------------------ | ------- | ------------------------------------------------------ | ------------------------------------------------ |
| Vlag van de Liga van Sociaal-Democraten van Vojvodina. |         | Vlag van de Liga van Sociaal-Democraten van Vojvodina. | Een verticale driekleur in blauw, geel en groen. |

## Religieuze vlaggen
| Vlag                                 | Periode | Functie                              | Beschrijving                                                                   |
| ------------------------------------ | ------- | ------------------------------------ | ------------------------------------------------------------------------------ |
| Vlag van de Servisch-orthodoxe Kerk. |         | Vlag van de Servisch-orthodoxe Kerk. | Een langwerpige versie van de Servische vlag, met centraal een Servisch kruis. |